# Christel Vogel
Christel Vogel (* 7. Juli 1959 in Harzgerode) ist eine deutsche Politikerin (CDU).
Vogel machte eine Lehre zur Elektromonteurin. Durch ein anschließendes Studium erwarb sie den Abschluss als Rohrleitungsingenieur. Sie war Betriebsratsvorsitzende und Objektingenieurin, ehe sie sich zur PR-Assistentin umschulen ließ.
1990 war Vogel Mitbegründerin des Kreisverbandes Bitterfeld der Partei Demokratischer Aufbruch. 1992 wechselte sie  zur CDU und zur CDA, wo sie Mitglied im Landesvorstand und des Kreisvorstandes beziehungsweise Kreisvorsitzende war. Sie war Vorsitzende der CDU-Fraktion im Stadtrat von Wolfen und stellvertretende Fraktionsvorsitzende im Bitterfelder Kreistag. Von 2002 bis 2006 saß sie im Landtag von Sachsen-Anhalt, nachdem sie das Direktmandat im Landtagswahlkreis Wolfen gewann. Sie war im Landtag Sprecherin der Arbeitnehmergruppe und verbraucherpolitische Sprecherin der CDU-Fraktion.
Jetzt ist sie als Kreistagsmitglied im Landkreis Anhalt-Bitterfeld Vorsitzende des Unterausschusses Jugendhilfeplanung und Pressesprecherin der CDU-Fraktion der Stadt Bitterfeld-Wolfen.